# Augustus Washington

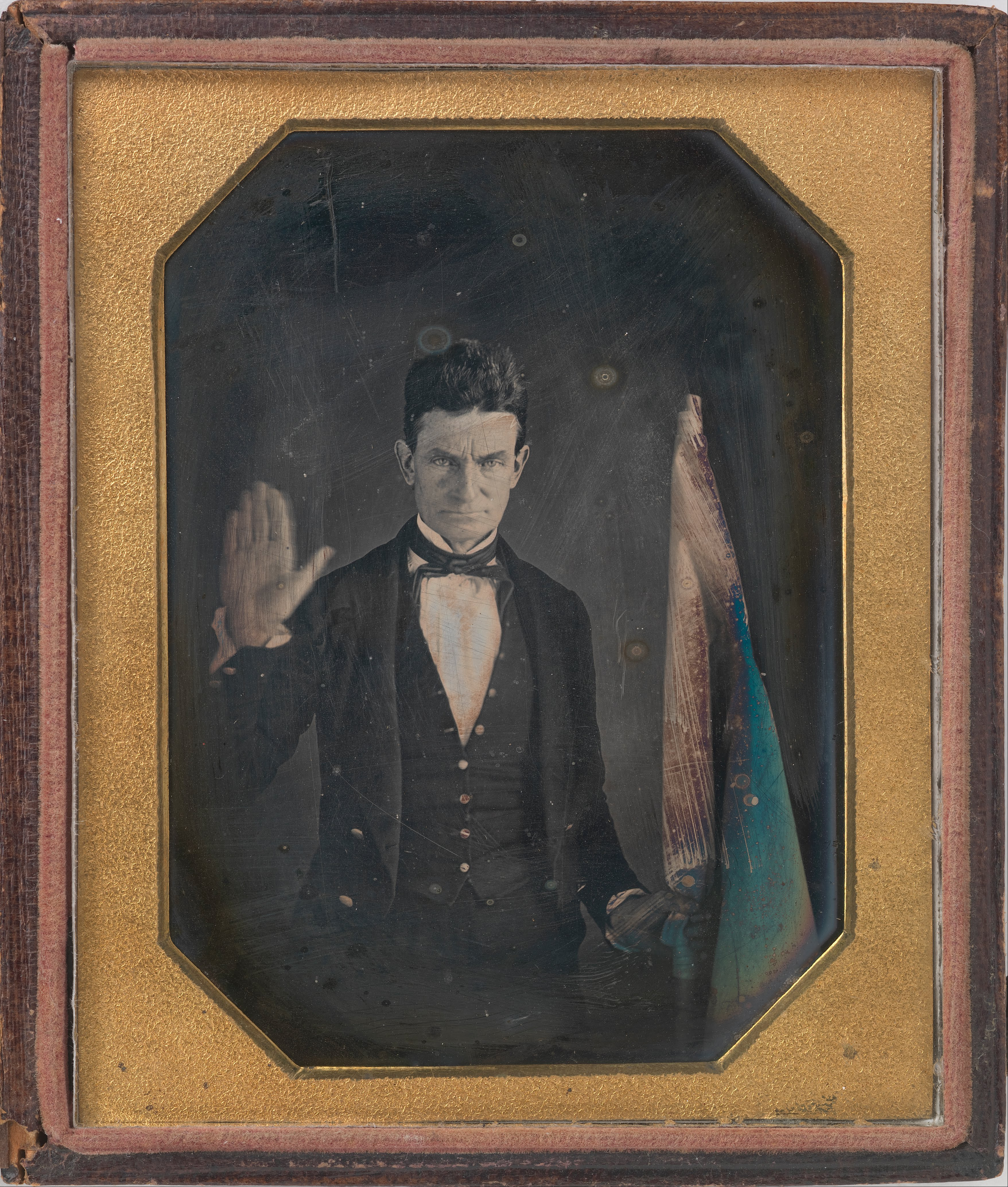
Augustus Washington: John Brown, 1846 nebo 1847

Augustus Washington (1820/1821, Trenton, New Jersey, USA – 7. června 1875, Monrovia, Libérie) byl afroamerický fotograf a daguerrotypista, který později ve své kariéře emigroval do Libérie. Je jedním z mála afroamerických daguerrotypistů, jehož kariéra byla dokumentována.

## Život a dílo
Narodil se v Trentonu, New Jersey v roce 1820 nebo 1821. Jeho otec byl otrokem ve Virginii a jeho biologická matka byla zřejmě původem z jižní Asie, ale zemřela mladá. Jeho nevlastní matka, kterou sám Washington popisoval jako "vynikající křesťanskou indickou ženu, extraktem bílé a černé", byla také otrokem.
Studoval na Oneida Institute v Whitesboro, New York a na Kimball Union Academy, a nakonec v roce 1843 studoval na Dartmouth College. Daguerreotypie se naučil dělat během svého prvního roku studia, aby si mohl financovat své vysokoškolské vzdělání, ale v roce 1844 musel z Dartmouth College kvůli rostoucím dluhům odejít. Odstěhoval se do Hartfordu v Connecticutu, vyučovat černé studenty v místní škole a daguerrotypické studio otevřel v roce 1846.
V roce 1852 se rozhodl emigrovat do Libérie. Celý rok mu trvalo ušetřit dostatek peněz na cestu a na cestu vzal svou ženou a dvě malé děti. Chtěl se přestěhovat do Libérie, protože věřil, že by Afroameričané mohli Spojené státy opustit a založit vlastní kolonii v Africe, kde by nebyli diskriminováni a měli stejná práva. Americká kolonizační společnost American Colonization Society zahájila proces stěhování Afroameričanů do Libérie a pomáhala jim při financování. Washington si v hlavním městě Monrovia otevřel daguerrotypické studio a také cestoval do sousedních zemí Sierra Leone, Gambie a Senegalu. Později se vzdal své fotografické profese a stal se pěstitelem cukrové třtiny a politikem, s účastí jak ve Sněmovně reprezentantů Libérie tak i v liberijském Senátu. Zemřel v roce 1875 v Monrovii.

## Galerie

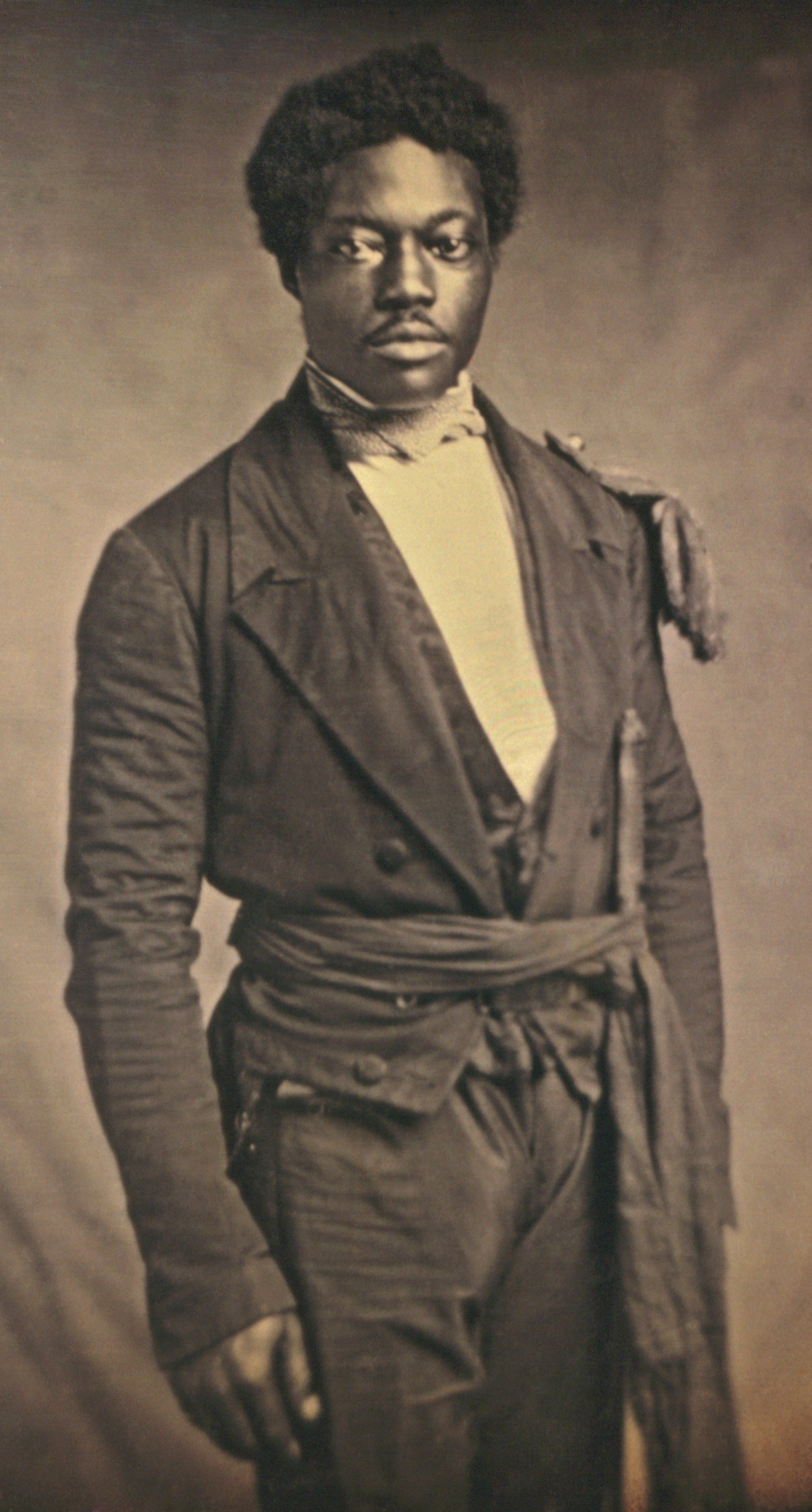
Seržent Chancy Brown, Liberijský senát
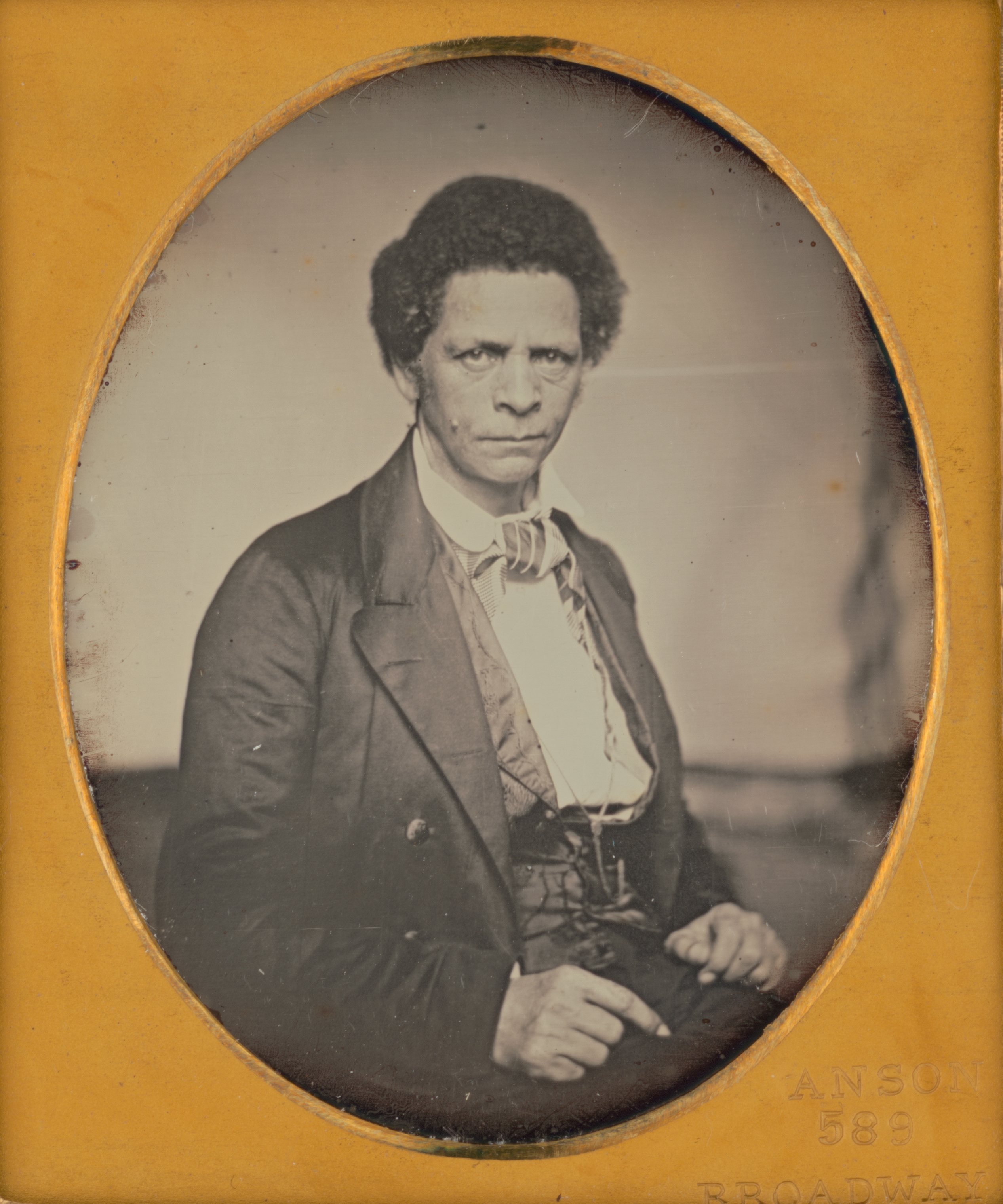
Joseph Jenkins Roberts, první a sedmý liberijský prezident
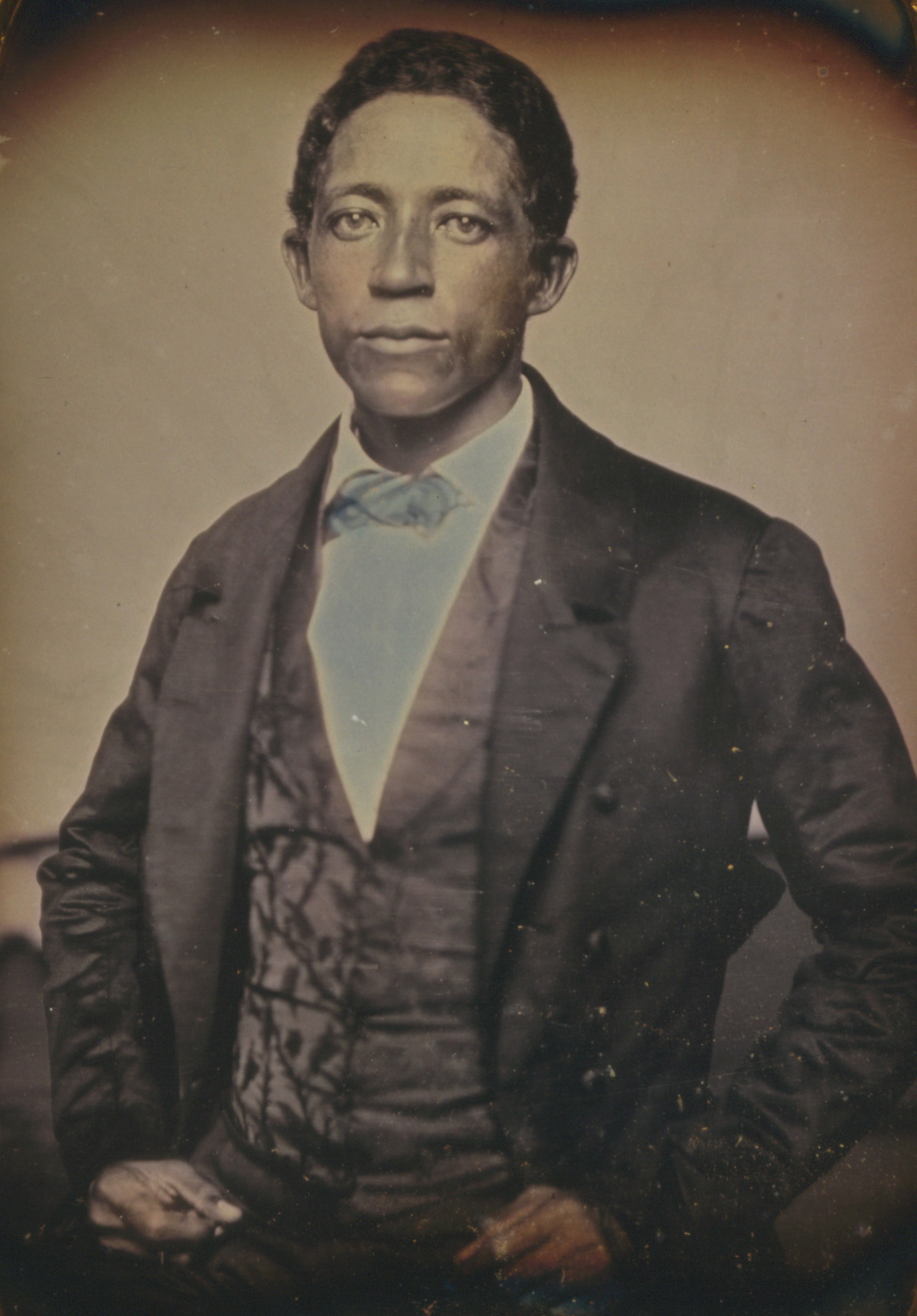
Urias McGill, monrovijský obchodník
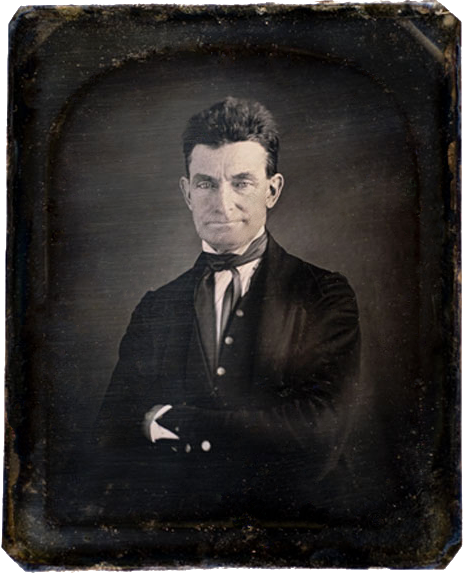
John Brown
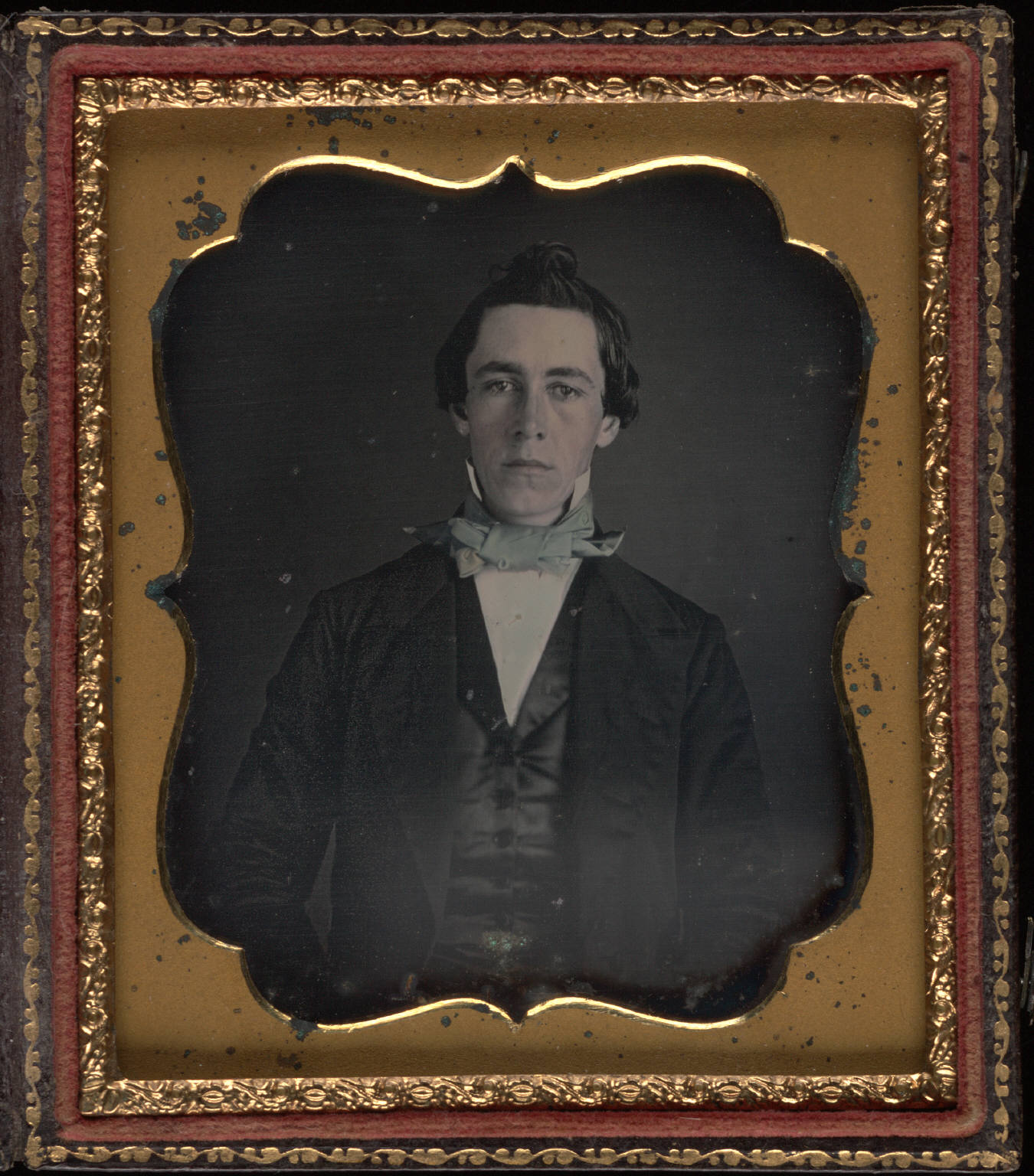
Portrét muže, asi 1850
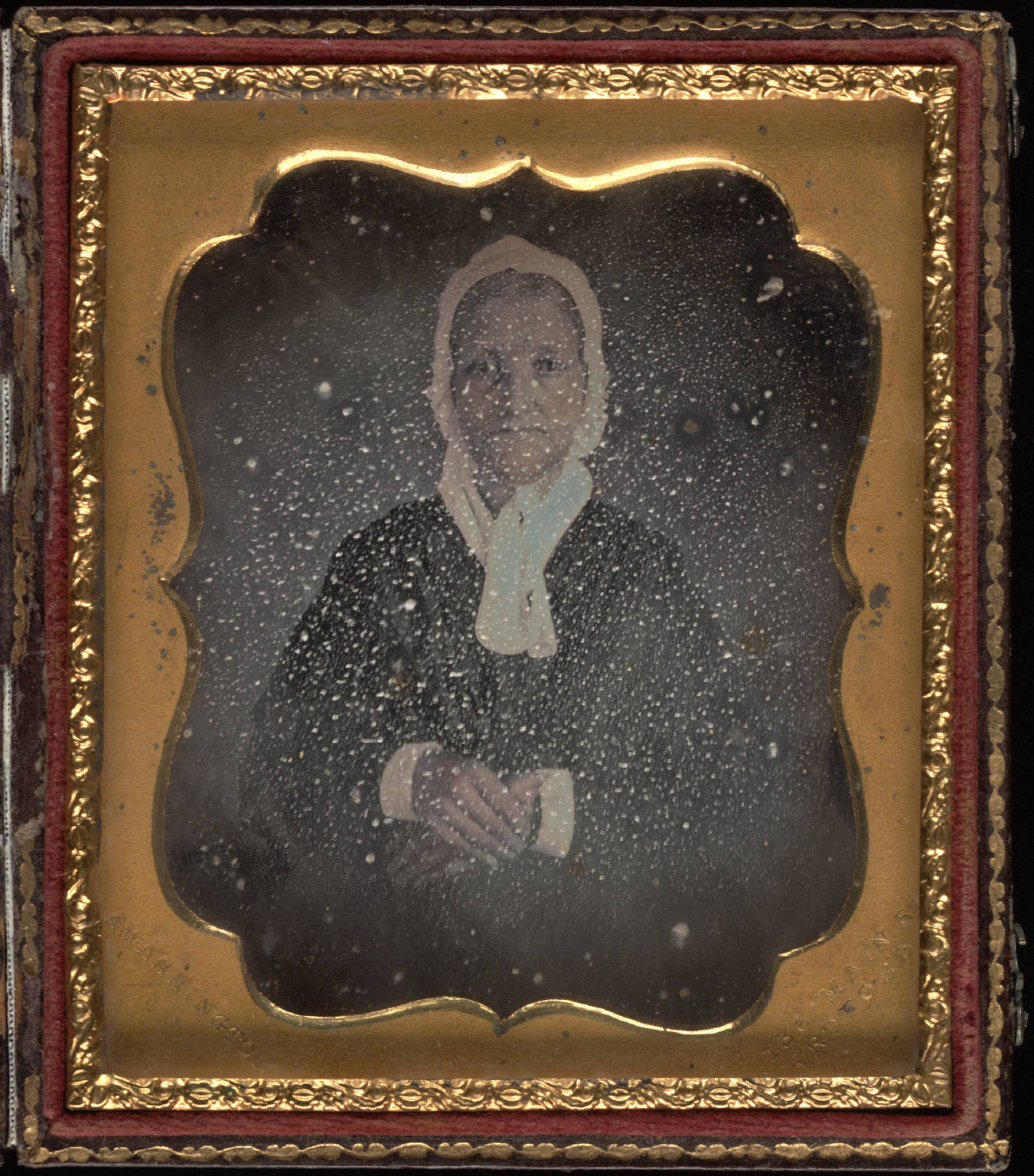
Portrét ženy
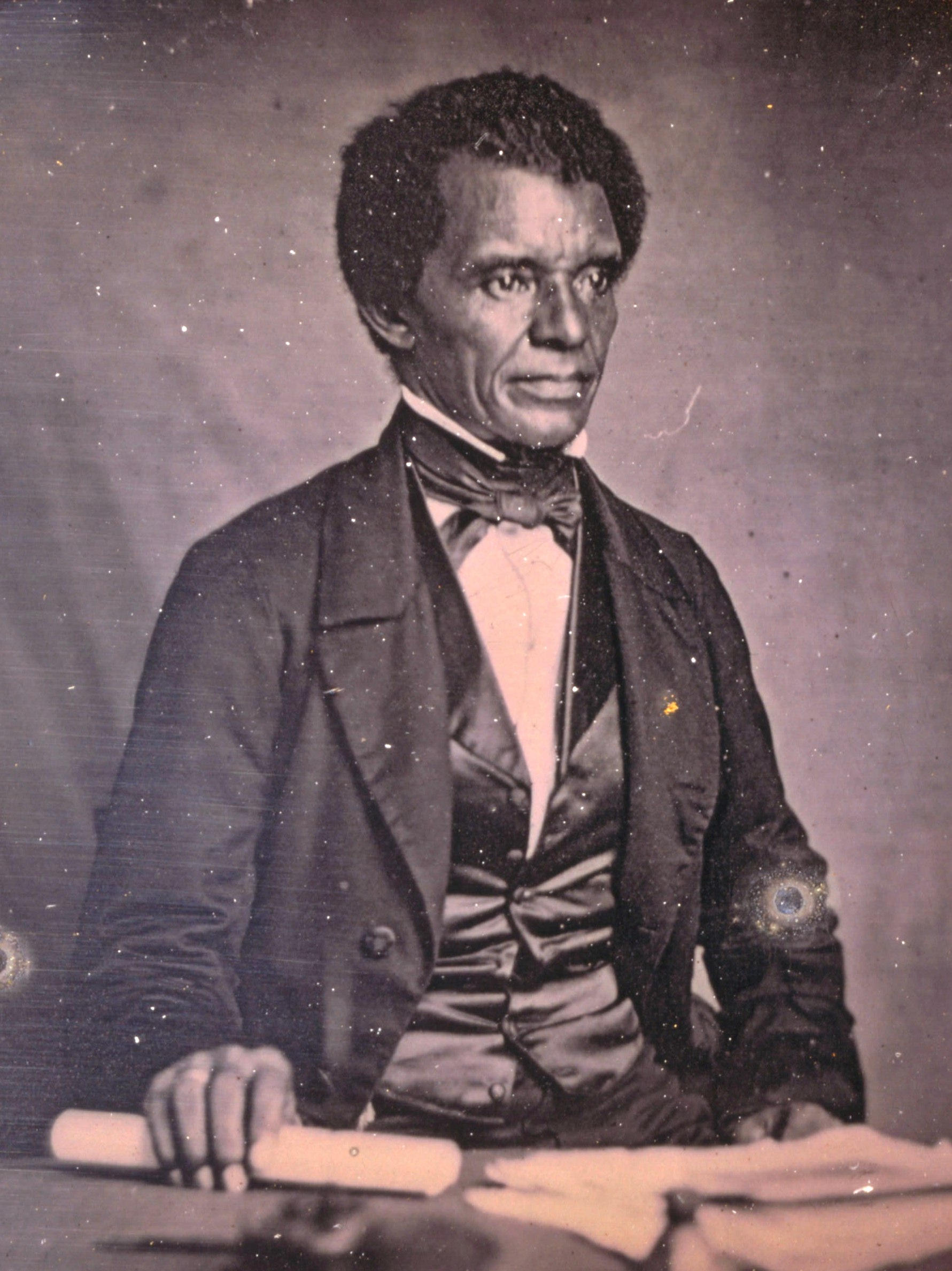
Beverly Yates, 1856 - 1860